# Kuliszi (obwód żytomierski)
Kuliszi (ukr. Куліші) – wieś na Ukrainie, w obwodzie żytomierskim, w rejonie zwiahelskim, w hromadzie Emilczyn. W 2001 liczyła 1137 mieszkańców, spośród których 1131 wskazało jako ojczysty język ukraiński, 4 rosyjski, 1 białoruski, a 1 inny.